# Premio del Sindicato de Guionistas 1953
La 6.ª edición de los Premios del Sindicato de Guionistas de Estados Unidos otorgados a los mejores guionistas de cine de 1953. Los ganadores fueron anunciados en 1954.

## Nominados y ganadores[2]

### Cine
Los ganadores están listados primero y en negritas.
| Mejor Guion en Musical - Lili – Helen Deutsch y Paul Gallico⭐ - Call Me Madam – Arthur Sheekman; basado en el musical de Russel Crouse y Howard Lindsay - Gentlemen Prefer Blondes – Charles Lederer; basado en el musical de Joseph Fields y Anita Loos - Kiss Me Kate – Dorothy Kingsley; basado en el libro de Sam Spewack y Bella Spewack - The Band Wagon – Betty Comden; argumento de Adolph Green                                                       | Mejor Guion Dramático - From Here to Eternity – Daniel Taradash - Above and Beyond – Melvin Frank, Norman Panama y Beirne Lay Jr. - Little Fugitive – Ray Ashley; escrito por Ray Ashley, Morris Engel y Ruth Orkin - Martin Luther – Allan Sloane y Lothar Wolff - Shane – A. B. Guthrie Jr.; basado en la novela de Jack Schaefer |
| Mejor Guion de Comedia - Roman Holiday – Ian McLellan Hunter, Dalton Trumbo y John Dighton⭐ - How to Marry a Millionaire – Nunnally Johnson; basado en la obra de Zoe Akins, Dale Eunson y Katherine Albert - Stalag 17 – Billy Wilder y Edwin Blum; basado en la obra de Donald Bevan y Edmund Trzcinski - The Actress – Ruth Gordon; basado en la obra "Years Ago" de Ruth Gordon - The Moon Is Blue – F. Hugh Herbert; basado en la obra de F. Hugh Herbert | |

### Premios Especiales
| Premio Laurel para el Logro de Guion en Cine | Premio Laurel para el Logro de Guion en Cine |
| -------------------------------------------- | -------------------------------------------- |
| Dudley Nichols                               |                                              |